# Strategiczna jednostka biznesowa
Strategiczna jednostka biznesowa (SJB, ang. strategic business unit) – wyodrębniona część organizacji, która dzięki temu ma lepiej sprecyzowaną strategię konkurencji, a także dostawców i odbiorców, co byłoby trudne do osiągnięcia bez tego typu strategicznej jednostki biznesowej.
Jednostki takie mogą, ale nie muszą ściśle współpracować z przedsiębiorstwami, z których zostały wydzielone lub też nawiązywać do ich struktury formalnej. Strategiczne jednostki biznesowe mogą być zastosowane do określenia strategii firmy zdywersyfikowanej.
Podstawowym powodem wyodrębniania strategicznych jednostek biznesowych jest chęć połączenia w jednej strukturze organizacyjnej wielu różnorodnych form działalności, w celu osiągnięcia niezbędnej przewagi konkurencyjnej.

## Elementy strategicznych jednostek biznesowych
W strategicznych jednostkach biznesowych skupia się:
- badania i rozwój,
- potencjał wytwórczy,
- technologię,
- marketing dotyczący jednorodnych grup produktów.

Analiza grup produktów odbywa się pod kątem:
- potrzeb zaspokajanych przez dane produkty,
- technologii ich wytwarzania,
- wartości użytkowych,
- miejsca w portfelu produkcji.

Ww. kryteria są podstawą dla łączenia produktów w jednorodne grupy asortymentowe i stwarzania dla nich strategicznych jednostek organizacyjnych, ponieważ zidentyfikowanie strategicznych jednostek biznesowych umożliwia poprawę skuteczności identyfikacji:
- konkurentów,
- dostawców,
- klientów,
- potencjalnych substytutów.